# Felix Bornemann
Felix Bornemann (* 17. November 1861 in Leipzig; † Oktober 1932 in Eisenach) war ein deutscher Pflanzenbauwissenschaftler.

## Leben
Bornemann entstammte einer ursprünglich aus Mühlhausen stammenden Familie, die Mitte des 19. Jahrhunderts nach Eisenach gekommen war. Sein Vater Johann Georg Bornemann hatte 1859 die Witwe seines Bruders August Wilhelm, Agnes Louise, geb. Sellier geheiratet und in Leipzig, Göttingen und Berlin Chemie, Physik und Geologie studiert. Nach Forschungsreisen in Italien lehrte er als Privatdozent in Leipzig, wo auch sein Sohn Felix geboren wurde. 1864 kehrte die Familie nach Eisenach zurück und erwarb eine Immobilie, genannt Villa Bornemann, das spätere Hotel Fürstenhof. Später auch das Gut Gefilde und die Göpelskuppe.
Felix Bornemann studierte Naturwissenschaften in Göttingen und Berlin, promovierte 1887 in Freiburg im Breisgau und ging dann in die praktische Landwirtschaft. Von 1891 bis 1901 war er Domänenpächter auf dem Trenkelhof bei Eisenach. Anschließend studierte er Landwirtschaft in Berlin. 1908 erhielt er an der Landwirtschaftlichen Hochschule Berlin die Venia legendi für Betriebslehre und Ackerbau. Als Privatdozent bzw. später als Professor gehörte er bis 1921 zum Lehrkörper dieser Hochschule. Danach war er als Wirtschaftsberater tätig.
Seit 1901 hat Bornemann zahlreiche Beiträge über Bodenbearbeitung, Unkrautbekämpfung und Düngung in Fachzeitschriften veröffentlicht. Außerdem ist er Autor mehrerer Bücher. Dreimal aufgelegt wurde seine preisgekrönte Schrift über die wichtigsten landwirtschaftlichen Unkräuter. Als ideenreicher Experimentator betätigte er sich auf dem Gebiet der Kohlendioxid-Düngung.
1900 stellte Felix Bornemann dem Allgemeinen Deputierten-Convent die Göpelskuppe und Zufahrtswege mit 1.925 ha unentgeltlich zur Verfügung, damit dieser dort das Burschenschaftsdenkmal errichten konnte, nachdem der eigentlich für die Errichtung vorgesehene Wartenberg für den Eisenacher Bismarckturm ausgewählt worden war. Als Dank errichtete die nunmehrige Deutsche Burschenschaft unweit des Denkmals die steinerne Bornemannbank. Sie trägt die Inschrift „Dem Andenken der Frau Louise Bornemann geb. Sellier 1828-1889.“
Bornemann letzte Ruhestätte befindet sich im Familiengrab auf dem Eisenacher Hauptfriedhof. Das in städtischem Besitz befindliche Grab ist (Stand 2022) in schlechtem Zustand. Der das Burschenschaftsdenkmal unterhaltende Denkmalerhaltungsverein Eisenach bemüht sich daher um die Übernahme einer Patenschaft für das Grab.

## Schriften
- Die wichtigsten landwirtschaftlichen Unkräuter, ihre Lebensgeschichte und Methoden ihrer Bekämpfung. Verlagsbuchhandlung Paul Parey, Berlin 1910, 2. Aufl. 1920, 3. Aufl. 1923 = Thaer-Bibliothek Band 112.
- Die Motorkultur in Deutschland (unter Mitwirkung von Bruno Donath). Verlagsbuchhandlung Paul Parey, Berlin 1913.
- Kohlensäure und Pflanzenwachstum. Verlagsbuchhandlung Paul Parey, Berlin 1920, 2. Aufl. 1923.
- Die Kohlenstoffernährung der Kulturpflanzen. Verlagsbuchhandlung Paul Parey, Berlin 1930.